# Kostel Neposkvrněného početí Panny Marie (Staré Město)
Kostel Neposkvrněného Početí Panny Marie v obci Staré Město (okres Bruntál) je opevněný filiální kostel, který byl postaven v pravděpodobně v první čtvrtině 13. století a je kulturní památka České republiky.

## Historie
První písemná zmínka o obci Staré Město je z roku 1377. Kostel byl postaven uprostřed opevněného místa. Původní románská stavba opevněného kostela byla postavena v období let 1240 až 1260, jak napovídají archeologické nálezy. V 15. století byl goticky přestavěn. Z této přestavby se dochovalo např. pětiboké zakončení kněžiště, šestipaprsková klenba závěru kněžiště na konzolách opatřené kamennými reliéfy znázorňující býka, ženu, lva, orla, adoranta a anděla. Na klenáku je namalován symbol Panny Marie – růže. První barokní přestavba byla provedena před rokem 1655. Kostel měl dvoupatrovou věž s barokní bání a rozměrnou budovu. Další barokní přestavba byla provedena v roce 1787. Byla zvýšená loď a zaklenuta valenou klenbou s výsečemi, zazděna gotická okna v sakristii, prolomena nová se segmentovými záklenky a postavena zděná kruchta. Byl zazděn vítězný oblouk a tím se kněžiště posunulo blíže k lodi. Z původního kněžiště byla zřízená sakristie. V roce 1902 byla provedena poslední úprava kostela. Byly např. dodány nové varhany, nově vymalovány stěny, byla pověšena nová velkoformátová Křížová cesta, namalovaná opavským malířem Paulem Assmannem.
Kostel Neposkvrněného Početí Panny Marie spravuje Římskokatolická farnost Bruntál a Česká provincie Řádu bratří domu Panny Marie v Jeruzalémě (Německý řád), Děkanát Bruntál.

## Archeologický výzkum
Archeologický výzkum byl prováděn v sedmdesátých letech 20. století, kdy byly zjištěny středověké zdi v severním boku kněžiště a na obou bocích lodi. V letech 2002–2003 byly při archeologických průzkumech odkryté pozůstatky kvadratické boční kaple s diagonálně postaveným opěrákem (gotická přestavba). V roce 2002 byla provedena sondáž v kněžišti. Pod zjištěnými třemi vrstvami zásypu z přestaveb v 19. a 20. století byly odkryty mimo jiné i schody vedoucí k sanktunariu. Pod maltovou podlahou byly odkryty základy půlkruhové apsidy. Ve středu apsidy byl umístěn hrob s dřevěným sarkofágem. Také pod maltovou podlahou byly nalezeny římské mince (devět kusů) z přelomu třetího a čtvrtého století.

## Popis
Jednolodní původně románská podélná zděná stavba z první třetiny 13. století přestavěna v 15. století a barokně upravená v roce 1787. Osově vystupuje z průčelí kvádrová dvoupatrová věž zakončená cibulovitou bánía otevřenou lucernou. V interiéru zachován původní portál a gotické výmalby v původním kněžišti.

### Fresky
Fresky byly objeveny v roce 1994 pod vápennou výmalbou v klenbě sakristii (původní pětiboké kněžiště) a jsou datovány do období působení Mistra Teodorika. V jednotlivých polích uzavřených lomenými oblouky jsou namalovány postavy proroků a na klenbě symboly Evangelistů a Poslední soud, na oblouku sv. Barbora a sv. Kateřina. Restaurátorské práce v roce 2008 provedla akademická malířka a restaurátorka Romana Balcarová. Program obnovy kulturních památek a památkově chráněných nemovitostí Moravskoslezského kraje na rok 2008 poskytl finanční částku 230 000 Kč na obnovu fresek.

### Varhany
Původní varhany byly podle dochovaných písemných záznamů opravovány na přelomu let 1738–1739. V roce 1771 byly postaveny varhany nové Janem S. Staudingerem z Andělské Hory. V roce 1893 byly zakoupeny nové varhany, které dodala firma Ústav pro stavbu kostelních a koncertních varhan v Hraničních Petrovicích u Domašova varhanáře Josefa Madera. Cena varhan činila 1950 korun. V době první světové války byly cínové píšťaly rekvírovány. V roce 1922 dodala nové varhany krnovská varhanářská firma Gebrüder Rieger. V roce 1998 provedl generální opravu a doplnil chybějící píšťaly krnovský varhanář pan František Kutálek. Náklady na opravu činily 20 000 Kč.